# Dina Emundts
Dina Emundts (* 1972) ist eine deutsche Philosophin und Hochschullehrerin.

## Leben
Von 1991 bis 1998 studierte sie Philosophie und Germanistik an der FU Berlin und an der Humboldt-Universität zu Berlin. Nach dem Abschluss M.A. 1998 Hauptfach Philosophie. Thema der Arbeit: Kants Geschichtsphilosophie hatte sie 1998 ein Stipendium vom Istituto Italiano per gli studii filosofici. Von 1998 bis 2010 war sie wissenschaftliche Mitarbeiterin am Institut für Philosophie der Humboldt-Universität zu Berlin am Lehrstuhl von Rolf-Peter Horstmann. Nach der Promotion im Juli 2003 zum Dr. phil. an der Humboldt-Universität mit einer Arbeit über Kants Naturphilosophie hatte sie 2007 bis 2010 ein DFG-Stipendium Eigene Stelle mit dem Projekt Widerständigkeit bei Hegel und Peirce. 2007 war sie Visiting Scholar am Department of Philosophy der New York University. 2008 war sie Visiting Scholar am Department of Philosophy der UC Berkeley. Im Sommersemester 2009 vertrat sie den Lehrstuhl von Ludwig Siep am Institut für Philosophie an der Universität Münster. Im Wintersemester 2009/2010 vertrat sie den Lehrstuhl von Birgit Sandkaulen am Institut für Philosophie an der Universität Jena. Nach der Habilitation an der Humboldt-Universität 2010 mit Erfahren und Erkennen. Hegels Theorie der Wirklichkeit, lehrte sie von 2010 bis 2016 als Professorin für Philosophie und Wissenschaftstheorie unter besonderer Berücksichtigung der Sprachphilosophie, der Philosophie des Geistes und der Wissenschaftstheorie der verstehenden Wissenschaften am Fachbereich Philosophie der Universität Konstanz. Seit 2016 ist sie Professorin für Geschichte der Philosophie am Institut für Philosophie der Freien Universität zu Berlin.

## Schriften (Auswahl)
- mit Rolf-Peter Horstmann: Georg Wilhelm Friedrich Hegel. Eine Einführung. Stuttgart 2002, ISBN 3-15-018167-4.
- Kants Übergangskonzeption im Opus postumum. Zur Rolle des Nachlaßwerkes für die Grundlegung der empirischen Physik. Berlin 2004, ISBN 3-11-018052-9.
- Erfahren und Erkennen. Hegels Theorie der Wirklichkeit. Frankfurt am Main 2012, ISBN 978-3-465-03760-6. 2. Auflage (= Klostermann Rote Reihe 145) Frankfurt am Main 2022, ISBN 978-3-465-04595-3.
- als Herausgeberin mit Sally Sedgwick: Der deutsche Idealismus und die Rationalisten. German Idealism and the Rationalists. Berlin 2019, ISBN 3-11-064826-1.